# Luigi Pigorini

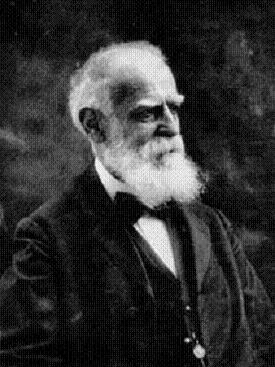
Luigi Pigorini

Luigi Pigorini (geboren am 10. Januar 1842 in Fontanellato; gestorben am 1. April 1925 in Padua) war ein italienischer Paläoethnologe, Ethnograph, Archäologe und Senator auf Lebenszeit.

## Leben
Luigi Pigorini begann 1861 unter Leitung von Pellegrino Strobel (1821–1895), Professor für Naturwissenschaften an der Universität Parma, mit archäologischen Untersuchungen auf dem Gebiet von Parma. Bereits zuvor war er im Alter von 16 Jahren Alumnus am Museo d’Antichità di Parma. Seine „Wanderjahre“ ab 1863 führten ihn in die Schweiz, in die Toskana und weiter nach Rom und Neapel. An der Universität Parma erwarb er die Laurea in politisch-administrativen Wissenschaften. Anschließend wurde er 1867 von Michele Lopez (1795–1879) am Museo d’Antichità di Parma angestellt, übernahm aber noch im selben Jahr nach  Lopez’ Ausscheiden die Direktion des Museums. 
Im Jahr 1870 berief man ihn als Ressortleiter in die Generaldirektion der Musei e Scavi d'antichità nach Rom. Dort wirkte er als Spiritus Rector für die Gründung eines Museums, das sich der Herausbildung der Zivilisation auf italienischem Boden widmen sollte. Als prähistorisch-ethnographisches Museum wurde es neben dem alten Museo Kircheriano im Jahr 1876 von dem damaligen Bildungsminister Ruggero Bonghi eingeweiht. Beide Museen wurden unter Pigorinis Führung als Musei Preistorico Etnografico e Kircheriano geleitet und waren das Zentrum sowohl für die Koordination und Durchführung der Ausgrabungen als auch die Verbreitung der resultierenden Ergebnisse auf dem Gebiet der prähistorischen Archäologie Italiens. Nach seinem Tod wurde es ihm zu Ehren in Museo Nazionale Preistorico Etnografico „Luigi Pigorini“ umbenannt. 
Bereits 1875 gründete Pigorini zusammen mit Strobel und dem Ethnologen Gaetano Chierici (1819–1886) das Bullettino di Paletnologia italiana, die erste italienische Zeitschrift für Vorgeschichte und eine der ersten europäischen Zeitschriften dieses Wissenschaftsgebietes überhaupt. Im Jahr 1876 erfolgte die Berufung als außerordentlicher Professor auf den neu eingerichteten, ersten italienischen Lehrstuhl für Paläethnologie an der Universität La Sapienza in Rom, der 1890 in eine ordentliche Professur umgewandelt wurde. In den annähernd vier Jahrzehnten seiner Lehrtätigkeit – am 10. Januar 1917 erfolgte die Emeritierung – bildete Pigorini Generationen von italienischen Archäologen aus und unterstützte als Ideengeber und Förderer unzählige Wissenschaftsvorhaben auf dem Gebiet der italienischen Archäologie. 
Für seine Verdienste wurde Luigi Pigorini im Jahr 1912 zum Senator auf Lebenszeit ernannt, ab 1919 war er Vizepräsident des italienischen Senats.

## Mitgliedschaften und Ehrungen (Auswahl)
- Istituto di corrispondenza archeologica di Roma: Korrespondierendes Mitglied 1866, ordentliches Mitglied 1879
- Accademia di belle arti di Parma: Ehrenmitglied 1868
- Società Italiana di Antropologia e Etnologia: Gründungsmitglied 1871
- Accademia delle scienze di Siena: Korrespondierendes Mitglied 1872
- Accademia Raffaello in Urbino: Korrespondierendes Mitglied 1876
- Accademia Nazionale dei Lincei: Korrespondierendes Mitglied 1877, nationales Mitglied 1887
- Società Geografica Italiana: Mitglied 1875
- Accademia Toscana di Scienze e Lettere "La Colombaria": Korrespondierendes Mitglied 1879
- Accademia delle Scienze di Torino: Korrespondierendes Mitglied 1883, ordentliches Mitglied 1908
- Accademia Lucchese di Scienze, Lettere ed Arti: Korrespondierendes Mitglied 1883
- Ateneo Veneto di Scienze, Lettere ed Arti: Korrespondierendes Mitglied 1883
- Ateneo di scienze lettere ed arti di Bergamo: Korrespondierendes Mitglied 1888
- Istituto Veneto di Scienze, Lettere ed Arti in Venedig: Korrespondierendes Mitglied 1889
- Kungliga Vitterhets Historie och Antikvitets Akademien: Korrespondierendes Mitglied  1891
- Accademia di San Luca in Rom: Korrespondierendes Mitglied 1902
- Galilei-Akademie der Wissenschaften und Künste in Padua: Korrespondierendes Mitglied 1905
- Königlich Schwedische Akademie der Wissenschaften: Korrespondierendes Mitglied 1914
- Accademia dei Georgofili in Florenz: Korrespondierendes Mitglied 1918

- Ehrendoktorwürde der Universität Parma und der Universität Heidelberg

## Orden
- Ritterorden der hl. Mauritius und Lazarus: Ritter 1868, Offizier 1874, Komtur 1908, Großoffizier 1924
- Orden der Krone von Italien: Ritter 1872, Offizier 1880, Komtur 1880, Großoffizier 1917
- Zivilverdienstorden von Savoyen: Ritter 1907
- Nordstern-Orden: Ritter 1874
- Roter Adlerorden III. Klasse: Ritter 1879
- Erlöser-Orden: Komtur 1906
- Orden des heiligen Karl: Großoffizier 1906

## Schriften
Eine umfassende Bibliographie zum mehr als 300 Titel umfassenden Werk Luigi Pigorinis findet man in: Arduino Colasanti (Hrsg.): Un maestro di scienza e d’italianità. In onore di L. Pigorini (1842–1925). Cinquantenario del R. Museo preistorico-etnografico „Luigi Pigorini“. Direzione generale per le antichità e belle arti, Rom 1925.